# K.Byrapura, Channarayapatna
K.Byrapura là một làng thuộc tehsil Channarayapatna, huyện Hassan, bang Karnataka, Ấn Độ.